# Eric Till
Eric Till (Londres, 24 de novembre de 1929) és un director de cinema i televisió anglès que treballa a Canadà, els Estats Units i Europa des dels anys 1960. La seva pel·lícula de 1977 It Shouldn't Happen to a Vet va participar en el 10è Festival Internacional de Cinema de Moscou.

## Carrera
Després de dirigir les sèries teatrals per televisió Armchair Theatre i Wednesday Play al Regne Unit, Till va emigrar al Canadà i es va establir a Toronto. Ha dirigit nombroses pel·lícules de televisió canadenques i estatunidenques a partir dels anys seixanta, entre les quals hi ha Un conte de Nadal americà protagonitzat per Henry Winkler, Getting Married in Buffalo Jump, i To Catch a Killer, protagonitzat per Brian Dennehy com el psicòpata assassí en sèrie John Wayne Gacy.
Entre les pel·lícules que ha dirigit hi ha Hot Millions, A Fan's Notes, It Shouldn't Happen to a Vet, Bethune, Wild Horse Hank, Improper Channels, Voices from Within (també conegut com a Silhouette), Bonhoeffer - Agent of Grace, Luter i les sèries i pel·lícules per televisió de The Muppets Fraggle Rock, The Christmas Toy i A Muppet Family Christmas. El seu treball per la Canadian Broadcasting Corporation (CBC) inclou alguns dels següents: la mini-sèrie The National Dream de Pierre Berton, la pel·lícula Freedom of the City de Brian Friel, Pale Horse, Pale Rider de Katherine Anne Porter, The Offshore Island de Marghanita Laski, Talking to a Stranger de John Hopkins, la pel·lícula de televisió Shocktrauma i la mini sèrie Glory Enough for All sobre els descobridors de la insulina.
Till ha dirigit actuacions del Ballet Nacional del Canadà, el Ballet Bolxoi i el Royal Winnipeg Ballet per a televisió, així com el concert final del famós director d'orquestra Sir Thomas Beecham.
El 2005 va ser guardonat amb el Governor General's Performing Arts Award pel seu treball al llarg de la seva carrera, el màxim honor del Canadà en arts escèniques, per la governadora general Adrienne Clarkson.
l 12 d'agost de 2008, es va anunciar que Till rebrà el premi Guild del Canadà per la seva carrera de director el 2008.

## Filmografia
- 1960: Festival (sèrie de televisió)
- 1960: The Unforeseen (sèrie de televisió)
- 1963: The Forest Rangers (sèrie de televisió)
- 1964: Bitter Weird (TV)
- 1965: Seaway (sèrie de televisió)
- 1968: A Great Big Thing
- 1968: Hot Millions
- 1970: The Walking Stick
- 1972: A Fan's Notes
- 1974: The National Dream: Building the Impossible Railway (telenovel·la TV)
- 1974: Back to Beulah (TV)
- 1975: It Shouldn't Happen to a Vet
- 1977: Bethune (TV)
- 1979: Wild Horse Hank
- 1979: Mary and Joseph: A Story of Faith (TV)
- 1979: Un conte de Nadal americà (TV)
- 1981: Improper Channels
- 1982: Si veiéssis el que sento
- 1982: Shocktrauma (TV)
- 1983: Gentle Sinners
- 1983: A Case of Libel (TV)
- 1983: Fraggle Rock (sèrie de televisió)
- 1983: The Hitchhiker (sèrie de televisió)
- 1985: Turning to Stone (TV)
- 1985: The Cuckoo Bird (TV)
- 1985: Bridge to Terabithia
- 1986: The Christmas Toy (TV)
- 1987: A Nest of Singing Birds
- 1987: A Muppet Family Christmas (TV)
- 1988: Glory Enough for All (TV)
- 1989: The Challengers (TV)
- 1990: Scales of Justice (sèrie de televisió)
- 1990: Getting Married in Buffalo Jump (TV)
- 1990: Clarence (TV)
- 1992: Farther West
- 1992: Oh, What a Night
- 1992: The Trial of Red Riding Hood (TV)
- 1992: To Catch a Killer (TV)
- 1993: Lifeline to Victory (TV)
- 1993: Final Appeal (TV)
- 1994: Small Gifts (TV)
- 1994: Voices from Within (TV)
- 1995: Falling for You (TV)
- 1995: When the Vows Break (TV)
- 1996: Golden Will: The Silken Laumann Story (TV)
- 1996: F/X: The Series (sèrie de televisió)
- 1996: Murder at My Door (TV)
- 1997: Pit Pony (TV)
- 1999: The Girl Next Door (TV)
- 1999: Win, Again! (TV)
- 2000: Bonhoeffer: Agent of Grace
- 2002: Duct Tape Forever
- 2003: Luter
- 2003: 72 Hours (sèrie de televisió)